# Sakoinsé
Ne doit pas être confondu avec Sakoensé.
Sakoinsé est un village du département et la commune rurale de Kokologo, situé dans la province du Boulkiemdé et la région du Centre-Ouest au Burkina Faso.

## Géographie
Le village est traversé par la route nationale 1.

## Éducation et santé
Le village possède deux écoles primaires publiques (A et B).